# Boris Sidis
Pour les articles homonymes, voir Sidis.
Boris Sidis, né le 12 octobre 1867 à Berdytchiv (Empire Russe) et mort le 24 octobre 1923 à Portsmouth (États-Unis), est un psychologue, psychiatre et médecin ukrainien. 

## Biographie
Boris Sidis est né à Berdytchiv, en Russie en 1867 dans une famille juive. Il est le fils de Moses et Mary ou Elizabeth (Marmor) Sidis.
Il fait son éducation à la maison avec son père jusqu'à l'âge de 17 ans, âge où il est envoyé dans une école gouvernementale à Kishinev dans le sud de la Russie (actuelle Moldavie). Pendant qu'il y séjourne, il est arrêté avec d'autres élèves pour des raisons politiques (avoir enseigné la lecture aux paysans, contre la loi tsariste), puis soumis à l'isolement avant d'être renvoyé chez lui sous surveillance policière. Il reste sous surveillance pendant plusieurs années avant de s'enfuir en 1887 aux États-Unis, à New York, avec quelques amis. Sans argent, il travaille alors dans des usines et donne des leçons privées pour vivre, tout en étudiant à côté dans des bibliothèques  publiques,.
En 1892, il rentre à Harvard College et y obtient un A.B. degree (baccalauréat es arts) en 1894, un A.M. (maîtrise es arts) en 1895, un doctorat en science en 1897 et un Ph. D (doctorat en philosophie) en 1908.
En 1892 ou 1894, il épouse Sarah Mandelbaum, elle aussi immigrante russe, dont les parents ont fui les pogroms de leur pays de leur pays vers 1889. Le couple a une fille et un fils, William James Sidis. La même année, sa femme sort diplômée de la Boston Medical School.
En 1898, il publie son premier ouvrage, The Psychology at Suggestion, où il tente d'expliquer la nature du subconscient. La préface est écrite par William James.
Entre 1896 et 1901, Sidis devient psychologue associé dans le nouveau Pathological Institute of the New York State Hospitals. Durant cette période, il développe une méthode de traitement des psychoses fonctionnelles et obtient des résultats intéressants. En 1901, il accepte le poste de directeur du laboratoire psychopathique de l'hôpital mère enfant de New York. L'année suivante, il publie Psychopathological Researches, Studies in Mental Dissociation, avançant la théorie que les psychoses sont causées par des dissociations mentales. Un de ses cas les plus intéressants est celui d'une femme souffrant d'amnésie ayant acquis une seconde personnalité, qu'il décrit dans son livre Multiple Personality, écrit en collaboration avec le Dr S. P. Goodhart et publié en 1905.
En 1904, Sidis déménage à Brookline au Massachusetts afin d'exercer la psychothérapie, obtenir son diplôme de médecin de la Harvard Medical School en 1908 et continuer ses recherches scientifiques. Parmi les articles qu'il a publié pendant ces cinq années à Brookline, les plus importants sont Studies in Psychopathology, publié dans le Boston Medical and Surgical Journal, et Experimental Study of Sleep basé sur ses recherches à Harvard.
En 1909, il ouvre un sanatorium dédié au traitement des affections neurologiques, à Porstmouth dans le New Hampshire.
Il meurt le 24 octobre 1923 à Portsmourth au New Hampshire d'une hémorragie cérébrale, après une attaque de grippe liée à une ancienne maladie contactée alors qu'il était en prison en Russie.
Il est connu pour avoir écrit un ouvrage sur la psychologie de l'éducation, Philistine and genius, où il mentionne sa méthode. C'est dans cet essai qu'il préconise l'éveil très précoce par la stimulation de la curiosité naturelle de l'enfant et l’interaction avec des adultes bien formés.

## Publications
- The Psychology of Suggestion: A Research into the Subconscious Nature of Man and Society (1898)
- Psychopathological Researches: Studies in Mental Dissociation (1902)
- Multiple Personality: An Experimental Investigation into Human Individuality (1904)
- An Experimental Study of Sleep (1909)
- Philistine and Genius (1911)
- The Psychology of Laughter (1913)
- The Foundations of Normal and Abnormal Psychology (1914)
- Symptomatology, Psychognosis, and Diagnosis of Psychopathic Diseases (1914)
- The Causation and Treatment of Psychopathic Diseases (1916)
- The Source and Aim of Human Progress: A Study in Social Psychology and Social Pathology (1919)
- Nervous Ills: Their Cause and Cure (1922)